# ماگلنه
ماگلنه (به بلغاری: Maglene) یک منطقهٔ مسکونی در بلغارستان است که در شهرستان کیرکوفو واقع شده‌است.